# Åsa Nacking
Åsa Nacking. född 1 mars 1963 i Limhamn, är en svensk konstkurator.
Åsa Nacking växte upp i Lomma. Hon läste konstvetenskap på Lunds universitet på 1980-talet och utbildat sig till kurator på Kunstcentrum de Appel i Amsterdam. Hon har varit redaktör för Paletten 1995–1997. Åren 1997–2000 var hon intendent på Louisiana och 2000–2003 vice museichef för Rooseum i Malmö.
Hon tillträdde som chef för Lunds konsthall 2003.
Lunds kommuns kultur- och fritidsnämnd fattade den 10 december 2015 beslut om att lägga ned konsthallen för att återuppta den i rekonstruerad form.